# Metaleptobasis fernandezi
Metaleptobasis fernandezi là một loài chuồn chuồn kim trong họ Coenagrionidae.
Metaleptobasis fernandezi được miêu tả khoa học năm 1955 bởi Rácenis.